# Вас вызывает Таймыр (пьеса)
«Вас вызывает Таймыр» — пьеса, написанная Александром Галичем и Константином Исаевым в 1947 году. В марте 1948 года поставлена на сцене Ленинградского государственного театра комедии, через два месяца — в Московском театре сатиры.
Впервые опубликована в журнале «Огонёк» (1948, № 22).

## Действующие лица
- Дюжиков — приезжий с Таймыра
- Иван Иванович Кирпичников — директор Черноморской филармонии
- Дедушка Бабурин — пчеловод из Тамбова
- Андрей Николаевич Гришко — геолог
- Дуня — внучка Бабурина
- Люба Попова — знакомая геолога Гришко
- Елизавета Михайловна — жена Кирпичникова
- Дежурная по 13-му этажу
- Мать Любы Поповой
- Певица, аккомпаниатор, человек в клетчатом пальто, тётя Гали Савельевой, профессор Синицын, радист Федорченко, радист Ашот Мисьян, тенор Юнаковский

## Сюжет

### Действие первое
Ранним утром в общем номере гостиницы «Москва» раздаётся междугородный звонок: оператор сообщает, что командированный Дюжиков должен неотлучно находиться возле аппарата — его вызывает Таймыр. Дюжикова, у которого в столице много дел, эта новость ввергает в отчаяние. Обитатели номера решают помочь соседу и взять на себя часть его забот: один обязуется посетить Северопроект, другой — наведаться в Стальконструкцию, третий — заглянуть в отдел кадров геолого-разведочного управления. В то же время у каждого из жильцов есть к Дюжикову персональное поручение. Так, Кирпичников просит его заняться прослушиванием артистов, стремящихся работать в филармонии. Бабурин хочет, чтобы вокальным способностям его внучки Дуни была дана отрицательная оценка. Гришко доверяет соседу объяснение с Любой Поповой.
Путаница начинается с появления Дуни Бабуриной, которую Дюжиков принимает за Любу Попову. Девушка садится к роялю и начинает петь; она не видит, с каким восторгом смотрит на неё командированный с Таймыра. Сцена завершается визитом незнакомого мужчины, который интересуется неким Фортунатовым. Дюжиков, запутавшись в фамилиях, признаётся, что Фортунатов — это он.

### Действие второе
В номере, непрерывно сменяя друг друга, поют и танцуют артисты; от их мельтешения Дюжиков начинает свирепеть. Когда приходит Люба, он, полагая, что это внучка пчеловода Бабурина, проводит с девушкой беседу о необходимости забыть о своём увлечении и уехать в Тамбов. В разговоре выясняется, что Попова имеет диплом инженера-нефтяника. Это известие Дюжиков встречает с воодушевлением и тут же предлагает Любе отправиться работать на Таймыр.
Тем временем Дуня, так и не найдя общего языка с дедушкой, вновь появляется в общем номере. Вместе с Любой она обсуждает происходящие события; девушки приходят к выводу, что в этой истории много непонятного.

### Действие третье
Путаница с фамилиями завершается тем, что Дюжикова уводят в районное отделение милиции. Именно в этот момент и раздаётся долгожданный звонок с Таймыра. Прилетевшая к мужу Елизавета Михайловна Кирпичникова и остальные жильцы рассказывают радисту Федорченко об утверждённых сметах и других решённых вопросах.
Утром Дюжиков и ожидавшая его в милиции Дуня распахивают дверь общего номера. Однако вместо прежних соседей их встречают трое новых обитателей. Происходит стремительное знакомство, накрывается стол, все готовы отметить успешное окончание таймырской истории. К шумной компании присоединяются и прежние друзья, которых администратор гостиницы успела расселить в отдельные номера.

## Отзывы и рецензии
В конце 1940-х — начале 1950-х годов спектакль «Вас вызывает Таймыр» с аншлагами шёл во многих театрах страны. Это раздражало не только рецензентов, боровшихся за «идейную литературу», но и некоторых деятелей культуры, ревностно воспринимавших успех молодых авторов. Так, на одном из заседаний Союза писателей Анатолий Суров потребовал запретить «Таймыр»: по мнению критика, эта комедия мешала развитию «серьёзной советской драматургии». В ответ главный редактор журнала «Театр» Николай Погодин предложил Сурову начать писать «такие вещи», которые могли бы конкурировать с произведением Галича и Исаева.
В декабре 1948 года одна из сотрудниц «Известий» в письме Сталину упомянула о пьесах, в которых «до предела оглуплены советские люди»; в числе прочих была названа комедия о приключениях в гостиничном номере «Москвы». Журнал «Смена» (1948, № 16) опубликовал статью «Плохая пьеса», автор которой упрекал театральных работников, включивших «Таймыр» в свой репертуар, в «отсталости и низких вкусах». Рецензент назвал пьесу антихудожественной и примитивной, а её создателей уличил в плохом знании литературного языка.
Одним из немногих изданий, поддерживавших пьесу в те годы, был журнал «Театр». Редактор Николай Погодин писал на его страницах, что многие зрители ценят «лёгкое, весёлое представление»:
Ворчать по этому поводу и тем более требовать упразднения вещей, подобных водевилю «Вас вызывает Таймыр», как это делали некоторые драматурги, значит идти против жизни.
Актёр Ростислав Плятт, объясняя неизменный интерес публики к «Таймыру», отмечал, что «зритель жаждет смешного в искусстве во всех его видах — от беззлобного юмора и до самого резкого сатирического обличения». Режиссёр Андрей Гончаров в 1952 году напоминал, что в течение четырёх лет спектакль по комедии Галича и Исаева «делает сборы»; подобное «испытание временем» дано отнюдь не каждой театральной постановке.

## Сценическая судьба
Отрицательные рецензии не мешали собирать зрителей в Москве, Ленинграде и многих региональных театрах. В марте 1948 года постановку пьесы осуществил Ленинградский государственный театр комедии (режиссёр Эраст Гарин). Роль Любы Поповой, сыгранная в спектакле, стала одной из первых заметных работ в творческой биографии актрисы Ольги Аросевой.
В Театре сатиры с мая 1948-го по 1953 год «Таймыр» прошёл 420 раз, а на периферии за один только сезон — с марта по сентябрь 1948 года — 1349 раз.
В мае того же года премьера «Таймыра» состоялась на сцене Театра сатиры (режиссёр Андрей Гончаров). Роль Дюжикова исполнял Виталий Доронин, Бабурина — Владимир Лепко, дежурной по этажу — Татьяна Пельтцер. Одна из эпизодических ролей — радиста Ашота Мисьяна — досталась молодому Анатолию Папанову.
Свидетельством популярности пьесы стали её сценические версии, поставленные в местах лишения свободы. Драматург Валерий Фрид, отбывавший срок в Инте, рассказывал, что когда они с Юлием Дунским смотрели спектакль «Вас вызывает Таймыр», подготовленный силами лагерной самодеятельности, то даже не догадывались, что одним из авторов комедии был их давний знакомый Александр Галич.

## Экранизация
В 1970 году режиссёр Алексей Коренев снял по комедии одноимённый телевизионный фильм. Как вспоминала дочь режиссёра Елена Коренева, она попала на съёмочную площадку случайно: почти все актёры, в том числе Юрий Кузьменков, Евгений Весник, Инна Макарова, Евгений Стеблов, были уже готовы к работе, но её начало тормозилось из-за отсутствия исполнительницы роли Дуни:
Мне сделали фотопробы. Круглое, щекастое лицо и приколотая к волосам косичка произвели нужный эффект: на снимке я выглядела вполне деревенской девушкой. <...> Худсовет меня утвердил.
Вышедшая картина демонстрировалась на телевидении и получила доброжелательные рецензии. Однако после эмиграции Галича (1974) лента на долгие годы исчезла с голубых экранов.